# 景峰 (選區)
景峰（英語：Prime View，代號L31）是香港屯門區議會下轄的選區，1994年設立，現時議席懸空，前任區議員為民主黨成員何杏梅。

## 範圍
選區位於屯門東北部，由景峰徑沿線的私人屋苑景峰花園、怡樂花園、景峰豪庭、偉景花園、位於景新徑的景新臺、以及青山公路-嶺南段沿線組合而成，包括彩暉花園、叠茵庭與聚康山莊。由於設立時景峰徑沿線的其他屋苑尚未落成，選區英文名稱「Prime View」得名自景峰花園。與其相連的選區包括新墟、兆康、屯門鄉郊以及富泰選區。選區因應人口分佈設有兩個投票站，分別設於聖公會蒙恩小學以及圓玄學院陳國超興德小學。

## 沿革
景峰選區首次出現於1994年區議會選舉，時任港督彭定康改革區議會，取消所有委任議席及雙議席選區，全面實行單議席單票制，並改由選區分界及選舉事務委員會制定，區議會選區數目亦隨人口變動而大幅增加，景峰選區是其中之一，由原有屯門東北選區和屯門市中心北選區劃出部份屋苑而組成，當時更包括虎地、景峰徑沿線及井財街沿線（俗稱紅橋一帶）的住宅，選舉由原屯門市中心北區議員古漢強自動當選。
1999年區議會選舉，由於嶺南大學遷入本區，加上景峰徑沿線屋苑相繼落成，帶動人口上升。選委會設立新選區以容納新增人口，井財街沿線的住宅劃為新墟選區，古漢強轉往新墟選區爭取連任。當屆由曾任大興選區區議員以及曾參與1996年3月3日田景選區補選的民主黨成員何杏梅競逐本區議席，另一位候選人為當時尚未代表民主建港聯盟的獨立建制派候選人陳明，最終何杏梅以接近七成得票勝出，並成功重返議會。
2003年區議會選舉，因應富泰邨入伙，虎地附近範圍劃為富泰選區。當屆有兩人參選，除競選連任的何杏梅之外，陳明打正民建聯旗號角逐，結果何杏梅以近四分三得票成功連任。
2007年區議會選舉，民主黨成員何杏梅繼續競逐連任，與代表新界總商會的楊江爭奪本區議席，最終何杏梅以二千票擊敗得八百餘票的楊。
2011年區議會選舉，民主黨成員何杏梅繼續角逐連任，另外兩位候選人分別是自由黨的崔君毅以及人民力量的黎樂民，最終何杏梅以七成四得票擊敗兩位候選人而勝出。
2015年區議會選舉，何杏梅繼續出戰，另一位候選人為當時尚未加入新民黨的獨立建制派鄺珉樀，最終何杏梅以超過七成得票再度贏得席位。
2019年區議會選舉，何杏梅繼續競逐連任，再度與正式代表新民黨的鄺珉樀對壘，最終何杏梅以2,885票的差距再次大勝。 2021年7月，因應政府計劃追討協助民主派初選區議員的酬金津貼傳聞，民主黨屯門黨團在7月6日凌晨，經商討後由時任屯門區議會主席陳樹英對外宣佈，在翌日率先集體請辭，之後掀起泛民主派各區民選議員跟進導致辭職潮，作為黨團成員的何杏梅亦在此波率先辭去區議員職務，結束其廿逾年議員職務。

## 歷屆議員
| 選區名稱     | 屆別                 | 議員   | 政治聯繫                              | 政治聯繫                              | 選區名稱                              | 議員                                  | 政治聯繫  | 政治聯繫 |
| ------------ | -------------------- | ------ | ------------------------------------- | ------------------------------------- | ------------------------------------- | ------------------------------------- | --------- | -------- |
| 屯門東北     | 1982年－1985年       | 李模   |                                       | 無黨籍                                | 屯門東北                              | 溫志友                                |           | 無黨籍   |
| 屯門東北     | 1985年－1988年       | 鍾志輝 |                                       | 無黨籍                                | 屯門東北                              | 溫志友                                |           | 無黨籍   |
| 屯門東北     | 1988年－1991年       | 古漢強 |                                       | 新 新社聯                             | 屯門東北                              | 馮友維                                |           | 無黨籍   |
| 屯門市中心北 | 1991年－1994年       | 古漢強 |                                       | 新 新社聯                             | 屯門東北                              | 馮友維                                | 自 自民聯 |          |
| 景峰         | 1994年－1999年       | 古漢強 | 分拆出屯門鄉郊選區後， 改為單議席選區 | 分拆出屯門鄉郊選區後， 改為單議席選區 | 分拆出屯門鄉郊選區後， 改為單議席選區 | 分拆出屯門鄉郊選區後， 改為單議席選區 |           |          |
| 景峰         | 2000年－2003年       | 何杏梅 | 分拆出屯門鄉郊選區後， 改為單議席選區 | 分拆出屯門鄉郊選區後， 改為單議席選區 | 分拆出屯門鄉郊選區後， 改為單議席選區 | 分拆出屯門鄉郊選區後， 改為單議席選區 |           | 民主黨   |
| 景峰         | 2004年－2007年       | 何杏梅 | 分拆出屯門鄉郊選區後， 改為單議席選區 | 分拆出屯門鄉郊選區後， 改為單議席選區 | 分拆出屯門鄉郊選區後， 改為單議席選區 | 分拆出屯門鄉郊選區後， 改為單議席選區 |           | 民主黨   |
| 景峰         | 2008年－2011年       | 何杏梅 | 分拆出屯門鄉郊選區後， 改為單議席選區 | 分拆出屯門鄉郊選區後， 改為單議席選區 | 分拆出屯門鄉郊選區後， 改為單議席選區 | 分拆出屯門鄉郊選區後， 改為單議席選區 |           | 民主黨   |
| 景峰         | 2012年－2015年       | 何杏梅 | 分拆出屯門鄉郊選區後， 改為單議席選區 | 分拆出屯門鄉郊選區後， 改為單議席選區 | 分拆出屯門鄉郊選區後， 改為單議席選區 | 分拆出屯門鄉郊選區後， 改為單議席選區 |           | 民主黨   |
| 景峰         | 2016年－2019年       | 何杏梅 | 分拆出屯門鄉郊選區後， 改為單議席選區 | 分拆出屯門鄉郊選區後， 改為單議席選區 | 分拆出屯門鄉郊選區後， 改為單議席選區 | 分拆出屯門鄉郊選區後， 改為單議席選區 |           | 民主黨   |
| 景峰         | 2020年－2021年7月7日 | 何杏梅 | 分拆出屯門鄉郊選區後， 改為單議席選區 | 分拆出屯門鄉郊選區後， 改為單議席選區 | 分拆出屯門鄉郊選區後， 改為單議席選區 | 分拆出屯門鄉郊選區後， 改為單議席選區 |           | 民主黨   |
| 景峰         | 2021年7月8日－2023年 | 懸空   | 懸空                                  | 懸空                                  | 分拆出屯門鄉郊選區後， 改為單議席選區 | 分拆出屯門鄉郊選區後， 改為單議席選區 |           |          |

## 歷屆選舉結果
| 政党   | 政党   | 候选人    | 票数  | %     | ±      |
| ------ | ------ | --------- | ----- | ----- | ------ |
|        | 民主黨 | ①. 何杏梅 | 5,534 | 67.63 | ▼4.88  |
|        | 新民黨 | ②. 鄺珉樀 | 2,649 | 32.37 | ▲4.88  |
| 多数票 | 多数票 | 多数票    | 2,885 | 35.25 | 不適用 |

| 政党   | 政党   | 候选人    | 票数  | %     | ±      |
| ------ | ------ | --------- | ----- | ----- | ------ |
|        | 民主黨 | ①. 何杏梅 | 2,970 | 72.51 | 不適用 |
|        | 獨立   | ②. 鄺珉樀 | 1,126 | 27.49 | 不適用 |
| 多数票 | 多数票 | 多数票    | 1,844 | 45.02 | 不適用 |

| 政党   | 政党     | 候选人    | 票数  | %     | ±      |
| ------ | -------- | --------- | ----- | ----- | ------ |
|        | 民主黨   | ①. 何杏梅 | 2,732 | 74.00 | 不適用 |
|        | 自由黨   | ②. 崔君毅 | 711   | 19.26 | 不適用 |
|        | 人民力量 | ③. 黎樂民 | 249   | 6.74  | 不適用 |
| 多数票 | 多数票   | 多数票    | 2021  | 54.74 | 不適用 |

| 政党   | 政党       | 候选人    | 票数  | %     | ±      |
| ------ | ---------- | --------- | ----- | ----- | ------ |
|        | 民主黨     | ①. 何杏梅 | 2,031 | 71.29 | 不適用 |
|        | 新界總商會 | ②. 楊江   | 818   | 28.71 | 不適用 |
| 多数票 | 多数票     | 多数票    | 1,213 | 42.58 | 不適用 |

| 政党   | 政党   | 候选人    | 票数  | %     | ±      |
| ------ | ------ | --------- | ----- | ----- | ------ |
|        | 民建聯 | ①. 陳明   | 729   | 24.91 | 不適用 |
|        | 民主黨 | ②. 何杏梅 | 2,198 | 75.09 | 不適用 |
| 多数票 | 多数票 | 多数票    | 1,469 | 50.19 | 不適用 |

| 政党   | 政党   | 候选人    | 票数  | %     | ±      |
| ------ | ------ | --------- | ----- | ----- | ------ |
|        | 民主黨 | ①. 何杏梅 | 1,448 | 68.27 | 不適用 |
|        | 獨立   | ②. 陳明   | 673   | 31.73 | 不適用 |
| 多数票 | 多数票 | 多数票    | 775   | 36.54 | 不適用 |

| 政党   | 政党         | 候选人 | 票数     | %      | ±      |
| ------ | ------------ | ------ | -------- | ------ | ------ |
|        | 新界社團聯會 | 古漢強 | 自動當選 | 不適用 | 不適用 |
| 多数票 | 多数票       | 多数票 | 不適用   | 不適用 | 不適用 |

| 政党   | 政党         | 候选人 | 票数  | %     | ±      |
| ------ | ------------ | ------ | ----- | ----- | ------ |
|        | 新界社團聯會 | 古漢強 | 2,051 | 71.09 | 不適用 |
|        | 獨立         | 阮偉忠 | 834   | 28.91 | 不適用 |
| 多数票 | 多数票       | 多数票 | 1,217 | 42.18 | 不適用 |

| 政党   | 政党   | 候选人 | 票数     | %      | ±      |
| ------ | ------ | ------ | -------- | ------ | ------ |
|        | 自民聯 | 馮友維 | 自動當選 | 不適用 | 不適用 |
| 多数票 | 多数票 | 多数票 | 不適用   | 不適用 | 不適用 |

| 政党   | 政党   | 候选人 | 票数  | %     | ±      |
| ------ | ------ | ------ | ----- | ----- | ------ |
|        | 獨立   | 馮友維 | 1,814 | 34.28 | 不適用 |
|        | 獨立   | 古漢強 | 1,646 | 31.11 | 不適用 |
|        | 獨立   | 鍾志輝 | 1,526 | 28.84 | 不適用 |
|        | 獨立   | 關達雄 | 305   | 5.76  | 不適用 |
| 多数票 | 多数票 | 多数票 | 120   | 2.27  | 不適用 |

| 政党   | 政党   | 候选人 | 票数  | %     | ±      |
| ------ | ------ | ------ | ----- | ----- | ------ |
|        | 獨立   | 溫志友 | 1,818 | 27.09 | 不適用 |
|        | 獨立   | 鍾志輝 | 1,786 | 26.61 | 不適用 |
|        | 獨立   | 馮友維 | 1,438 | 21.42 | 不適用 |
|        | 獨立   | 陶滿權 | 1,331 | 19.83 | 不適用 |
|        | 獨立   | 關達雄 | 339   | 5.05  | 不適用 |
| 多数票 | 多数票 | 多数票 | 348   | 5.19  | 不適用 |

| 政党   | 政党     | 候选人 | 票数  | %     | ±      |
| ------ | -------- | ------ | ----- | ----- | ------ |
|        | 獨立     | 溫志友 | 2,153 | 37.66 | 不適用 |
|        | 獨立     | 李模   | 1,377 | 24.09 | 不適用 |
|        | 公民協會 | 陶錦昌 | 1,104 | 19.31 | 不適用 |
|        | 獨立     | 關達雄 | 638   | 11.16 | 不適用 |
|        | 獨立     | 陳生   | 246   | 4.30  | 不適用 |
|        | 獨立     | 梁添滿 | 199   | 3.48  | 不適用 |
| 多数票 | 多数票   | 多数票 | 273   | 4.78  | 不適用 |

## 資料來源與註釋
1. ↑   (PDF).   [2019-12-05]. （原始内容 (PDF)存档于2019-12-05）.
2. ↑   (PDF). 香港特區政府憲報.   [2019-12-05]. （原始内容 (PDF)存档于2020-08-20）.
3. ↑   (PDF). 香港特區政府憲報.   [2015-09-25]. （原始内容 (PDF)存档于2015-11-22）.
4. ↑  . 民主黨.   [30 November 2019]. （原始内容存档于2020-12-10）.
5. ↑  香港選舉資料匯編：1982年-1994年，雷競璇 沈國祥編 1995年出版 ISBN 962-441-519-6 （页面存档备份，存于），第204頁
6. ↑  . www.elections.gov.hk. 2021-02-05  [2019-11-25]. （原始内容存档于2020-01-14）.
7. ↑  . 星島日報. 2019-11-25  [2019-11-25]. （原始内容存档于2019-12-28）.

## 外部連結
- 香港選舉資料匯編：1982年-1994年，雷競璇 沈國祥編 1995年出版 ISBN 962-441-519-6 （页面存档备份，存于）